# Artigas (departement)
Artigas is een departement in het noorden van Uruguay. Het is het enige Uruguayaanse departement dat zowel aan Brazilië als aan Argentinië grenst. De hoofdstad is de gelijknamige stad Artigas.
Het departement heeft een oppervlakte van 11.928 km² en heeft 73.378 inwoners (2011). Het ontstond in 1884 na afsplitsing uit Salto.
De Cuareim vormt de grens met Brazilië, die met Argentinië wordt bepaald door de rivier de Uruguay. Bij de samenvloeiing van de Cuareim en de Uruguay, een drielandenpunt tussen Brazilië, Argentinië en Uruguay, ligt de daarnaar vernoemde tweede stad van het departement, Bella Unión.
Artigas is vernoemd naar generaal José Gervasio Artigas, de nationale held van Uruguay.
Artigas · Canelones · Cerro Largo · Colonia · Durazno · Flores · Florida · Lavalleja · Maldonado · Montevideo · Paysandú · Río Negro · Rivera · Rocha · Salto · San José · Soriano · Tacuarembó · Treinta y Tres